# Théologie apophatique
 (mai 2008).
Si vous disposez d'ouvrages ou d'articles de référence ou si vous connaissez des sites web de qualité traitant du thème abordé ici, merci de compléter l'article en donnant les références utiles à sa vérifiabilité et en les liant à la section « Notes et références ».
La théologie apophatique (du substantif grec ἀπόφασις, apophasis, issu du verbe  ἀπόφημι – apophēmi, « nier ») est une approche fondée sur la négation. En dérive la théologie négative, approche qui insiste plus sur ce que Dieu n'est pas que sur ce que Dieu est. Elle se situe à l'opposé de la théologie cataphatique, ou positive.
La théologie négative peut être appréhendée de deux façons : par négation (démarche apophatique) ou par abstraction (méthode aphairétique, du grec aphairesis, « abstraction »).

## Histoire
Ce mode de pensée trouve son origine dans la philosophie antique. Elle se retrouve dans les traditions juive, grecque, chrétiennes, musulmanes (chiite essentiellement), et également, d'une autre façon, dans les traditions de l'Extrême-Orient.

### Tradition juive

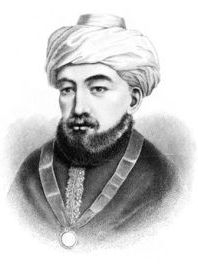
Moïse Maïmonide.

Influencé par Platon, Philon d'Alexandrie (-20-45), le plus célèbre philosophe de l'école judéo-platonicienne d'Alexandrie, affirme dans son ouvrage De Somniis (Des rêves) que Dieu n'est pas connaissable par l'intelligence, ni saisissable par la sensibilité. Dieu reste à jamais indicible (arrêtos) et incompréhensible (akatalêptos), selon Philon. Ainsi se conçoit la « théologie négative ».
Même si Philon se situe en marge du judaïsme rabbinique, tel qu'il se construit au Ier siècle de l'ère chrétienne, ses conceptions de Dieu n'en ont pas moins influencé les écoles talmudiques.
Maïmonide, le grand réformateur du judaïsme rabbinique au XIIe siècle, reprend les mêmes bases, en enseignant « que Dieu n'est point un corps, qu'il n'y a nulle ressemblance, dans aucune chose, entre lui et ses créatures », et « que son existence ne ressemble pas à la leur », de sorte que « son existence et l'existence de ce qui est hors de lui, ne s'appellent l'une et l'autre “existence” que par homonymie. »
La transcendance divine, conçue en termes de théologie négative, marque l'histoire de la philosophie juive. On la retrouve chez Moïse Mendelssohn, chez Hermann Cohen, chez Léo Strauss, etc.

### Tradition grecque

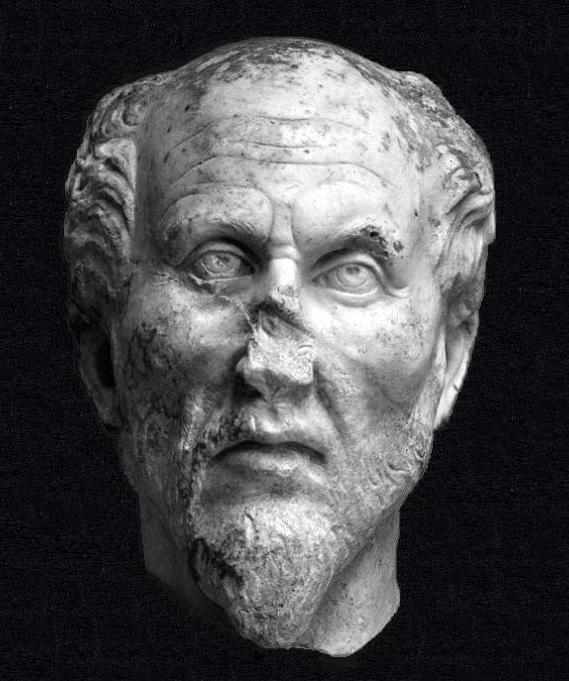
Plotin.

Plotin, un philosophe grec, le principal représentant de l'école néoplatonicienne s'appuie sur le Parménide de Platon, et sur les négations qui découlent de la première hypothèse, « l'un, s'il est un », pour postuler que le Principe premier est ineffable. Ce Principe ne peut pas se « dire ». Une impossibilité que Plotin lie au fait que le Principe premier est la cause des êtres sans pour autant être l'un d'entre eux, de sorte qu'on peut dire, tout au plus, ce que le Principe n'est pas.
Plotin transmet cette conception des choses, proche de celle de Philon d'Alexandrie, et connue également sous le terme de « théologie négative », à ses disciples Porphyre de Tyr, Jamblique, Proclos, etc. On la retrouve chez Damascios, l'un des derniers représentants de l'école philosophique d'Athènes, fermée sur l'ordre de l'empereur Justinien Ier en 529.

### Tradition chrétienne

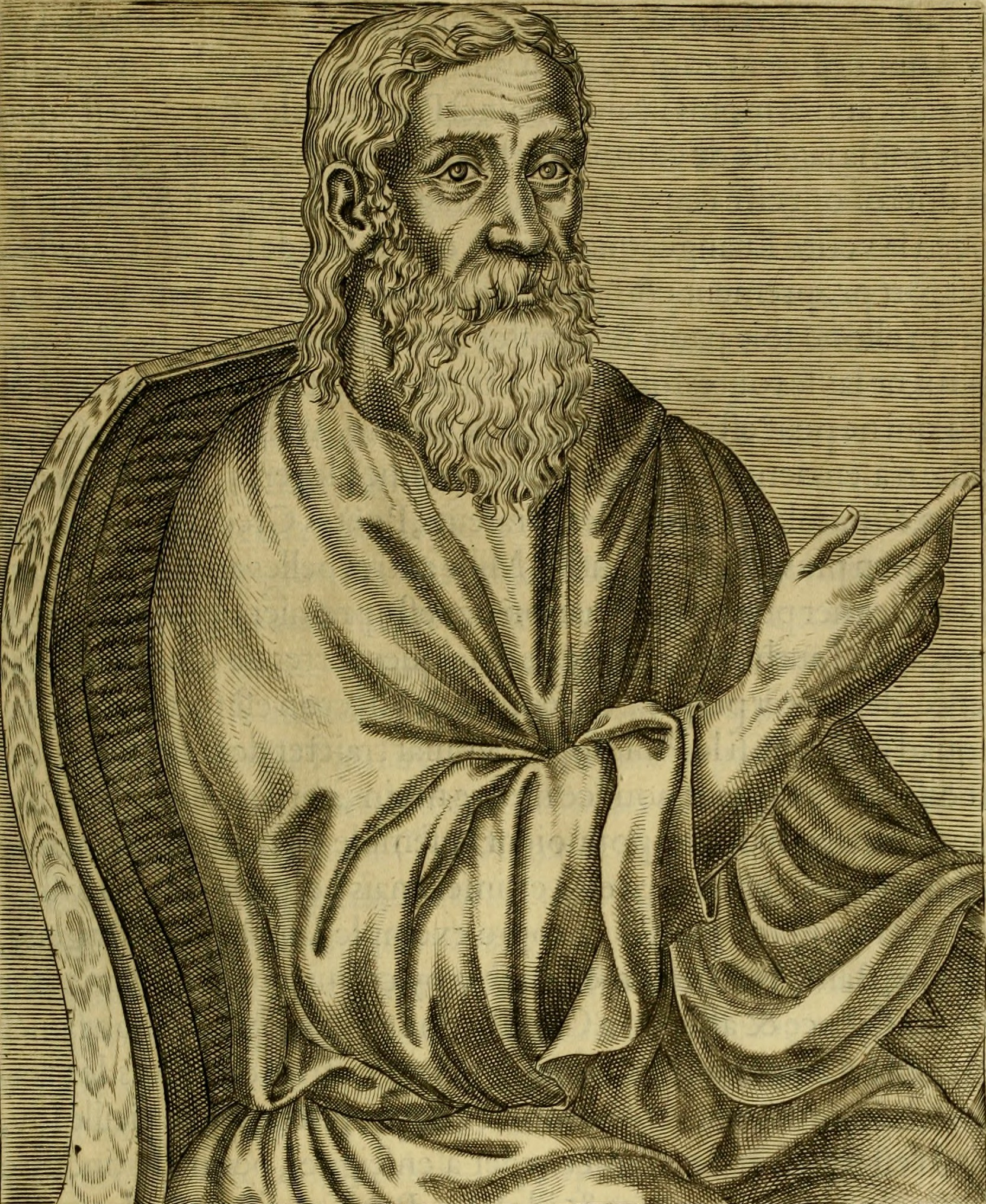
Clément d'Alexandrie.

Marqué par l'influence de Platon et de Philon, Clément d'Alexandrie, l'un des Pères de l'Eglise, développe un courant apophatique dans le cadre de la théologie chrétienne. Les thèmes apophatiques affleurent aussi largement dans l'œuvre de Grégoire de Nysse.
On retrouve les mêmes éléments chez le Pseudo-Denys l'Aréopagite, un auteur chrétien du VIe siècle, qui fait des emprunts à Damascios. « Là, dans la théologie affirmative, écrit le Pseudo-Denis, notre discours descendait du supérieur à l'inférieur, puis il allait s'élargissant au fur et à mesure de sa descente ; mais maintenant que nous remontons de l'inférieur jusqu'au Transcendant, notre discours se réduit à proportion de notre montée. Arrivés au terme nous serons totalement muets et entièrement unis à l'Indicible. »
Jean Scot Erigène, un philosophe chrétien du IXe siècle, se situe dans la même tradition : « Deus itaque nescit se quid est, quia non est quid – Dieu ignore quelle chose il est, car il n'est pas quelque chose. » Jean-Claude Foussard (cité par Emmanuel Falque) commente : « poser la question "qu'est-ce que...?" (quid) [...] c'est demander une définition de l'objet. Mais définir, c'est déterminer un être, c'est-à-dire le poser d'emblée dans une multiplicité qui l'englobe, en faire un être parmi les autres êtres, avec lesquels il fait nombre [...]. Ce n'est donc pas par défaillance que Dieu ignore ce qu'il est, c'est tout simplement parce qu'il n'est rien de défini. »
Thomas d'Aquin, Maître Eckhart, ainsi que les mystiques espagnols du XVIe siècle, Louis de Grenade, Jean d'Avila, Luis de León, Jean de la Croix, se situent dans la même lignée.

### Traditions musulmane et extrême-orientale
Le Coran comporte des versets qui nient le fait que l'être humain puisse se faire une représentation de Dieu tels que le verset 11 du chapitre 41 : " Rien ne Lui est comparable". D'autres versets tels que le verset 3 du chapitre 112 nie le fait qu'il puisse engendrer ou être engendré : 1. Dis : " C’est Lui, Dieu l’Unique, 2. Dieu le Suprême Refuge, 3. qui n’a jamais engendré et qui n’a pas été engendré, 4. et que nul n’est en mesure d’égaler. "  
On retrouve ces mêmes influences dans le Chiisme et soufisme. L'Extrême-Orient a développé avec d'autres modes d'expression, et cela avant l'Occident, des conceptions apophatiques qui s'expriment dans le bouddhisme, le taoïsme, l'hindouisme et dans d'autres traditions.
Le Chīisme professe une théologie apophatique rigoureuse (la via negationis, le tanzīh) : « la déité en soi est inconnaissable, insondable, ineffable, imprédicable..., c'est l'Absconditum, l'abîme de Silence auquel se sont référées toutes les gnoses ».

## Analyse
Le concept d'abstraction est présent dans l'Antiquité, à la fois dans la tradition péripatéticienne et dans celle de l'Académie. Il s'agit d'une opération intellectuelle intuitive qui prétend séparer dans les formes l'essentiel du non essentiel. Cette forme de soustraction, les Anciens l'appliquent d'abord à la mathématique pour définir la surface par retranchement du volume, la ligne par retranchement de la superficie et ainsi de proche en proche jusqu'à l'unité primordiale. En étendant ce concept à la logique, le prédicat attribut du sujet et le sujet lui-même se présentent comme une somme : la négation du prédicat est assimilée au retranchement et l'opération intellectuelle abstraite de séparation apparaît comme une opération négative.
L'apophatisme est une démarche intellectuelle par laquelle toute idée que l'on se fait de la divinité se voit démasquée dans son inadéquation à délimiter ce qui est sans limite. Par exemple, l'affirmation « Dieu existe » ne peut se concevoir en théologie négative. Pas plus que : « Dieu est miséricordieux. » L'expression de la transcendance s'exprime uniquement par des propositions négatives et par un recours à l'abstraction, et ultimement par le silence, car même une proposition d'apparence négative est une affirmation concernant l'indicible sur lequel rien ne peut être affirmé. Dire que « Dieu n'est pas miséricordieux » est, in fine, une affirmation tout aussi positive que d'affirmer que « Dieu est miséricordieux », puisque Dieu n'est ni miséricordieux ni ne l'est pas. La démarche apophatique vise l'expérience directe de l'absolu par l'abolition de toute adhésion intellectuelle aux concepts. Autrement dit, cette démarche vise sa propre négation, sa propre fin dans l'éveil spirituel.
Le prêtre Patrick Royannais cite  La Faiblesse de croire de Michel de Certeau : « Un événement est impliqué partout, mais « saisi » nulle part. Jésus est l'Autre (...) Il ne peut être l'objet possédé » et commente : « Ce que l'on croit n'est pas vérifiable, manipulable, réductible à un objet de connaissance dont on pourrait faire le tour (...) On comprend que le langage apophatique soit particulièrement adapté, puisque l'affirmation est facilement solidaire de certitudes vérifiées. »
Une telle démarche ressortit foncièrement à l'idéalisme dans la mesure où la connaissance remonte, par soustraction et négation, de la réalité tangible à la réalité invisible, de l'immanent au transcendant. Elle présente à la fois un côté négatif, l'opération de retranchement, et un côté positif, la perception intuitive des réalités supérieures. L'abstraction se présente comme une démarche ontologique qui permet d'atteindre les formes supérieures de la connaissance.